# Stefania Liberakakis
Stefania Liberakakis (Grieks: Στεφανία Λυμπερακάκη, Stefanía Lyberakáki) (Utrecht, 17 december 2002), artiestennaam Stefania, is een Grieks-Nederlandse zangeres en actrice.

## Biografie
Liberakakis is geboren en getogen in Utrecht. Haar beide ouders zijn Grieks. Sinds 2020 volgt ze een opleiding aan de Herman Brood Academie in Utrecht.

## Carrière

### Beginjaren
In 2014 was ze voor het eerst op de Nederlandse televisie te zien als deelnemer van het derde seizoen van The Voice Kids. Ze deed auditie met het lied No One van Alicia Keys, wat haar een plek in het team van Marco Borsato opleverde. In de Battle-ronde moest ze de competitie echter verlaten. Hierna zong ze twee jaar mee met Kinderen voor Kinderen (koor 35 en 36).

### Junior Eurovisiesongfestival
In 2016 deed ze auditie voor het Junior Songfestival, de Nederlandse voorronde voor het Junior Eurovisiesongfestival. Het programma had in dat jaar een ander format dan gebruikelijk: de AVROTROS zond voor het eerst géén live finale uit op televisie, maar hield in plaats daarvan een interne selectie waarvan filmpjes op het YouTube-kanaal van het programma werden geplaatst. Uiteindelijk werd Liberakakis, samen met Kymora Henar en Sterre Koning, uitgekozen om onder de naam Kisses voor Nederland uit te komen op het Junior Eurovisiesongfestival 2016 in Valletta, Malta met het lied Kisses and Dancin'. De groep behaalde met 174 punten de achtste plaats. 

### Solocarrière
Twee jaar na haar deelname aan het Junior Eurovisiesongfestival bracht ze haar eerste solosingle Stupid Reasons uit. Hierna volgden de singles Wonder, I'm Sorry (Whoops!) en Turn Around. Sinds 2019 vertolkt ze de rol van Fenna in de televisieserie Brugklas. Ook speelde ze in een drietal speelfilms en leende ze haar stem aan een aantal personages uit verschillende animatiefilms. Op YouTube is ze te zien als een van de presentatrices van de kanalen MEIDEN Magazine en Yours Today. Op 15 juni 2021 behaalde haar YouTube-kanaal de grens van 100.000 abonnees.

### Eurovisiesongfestival

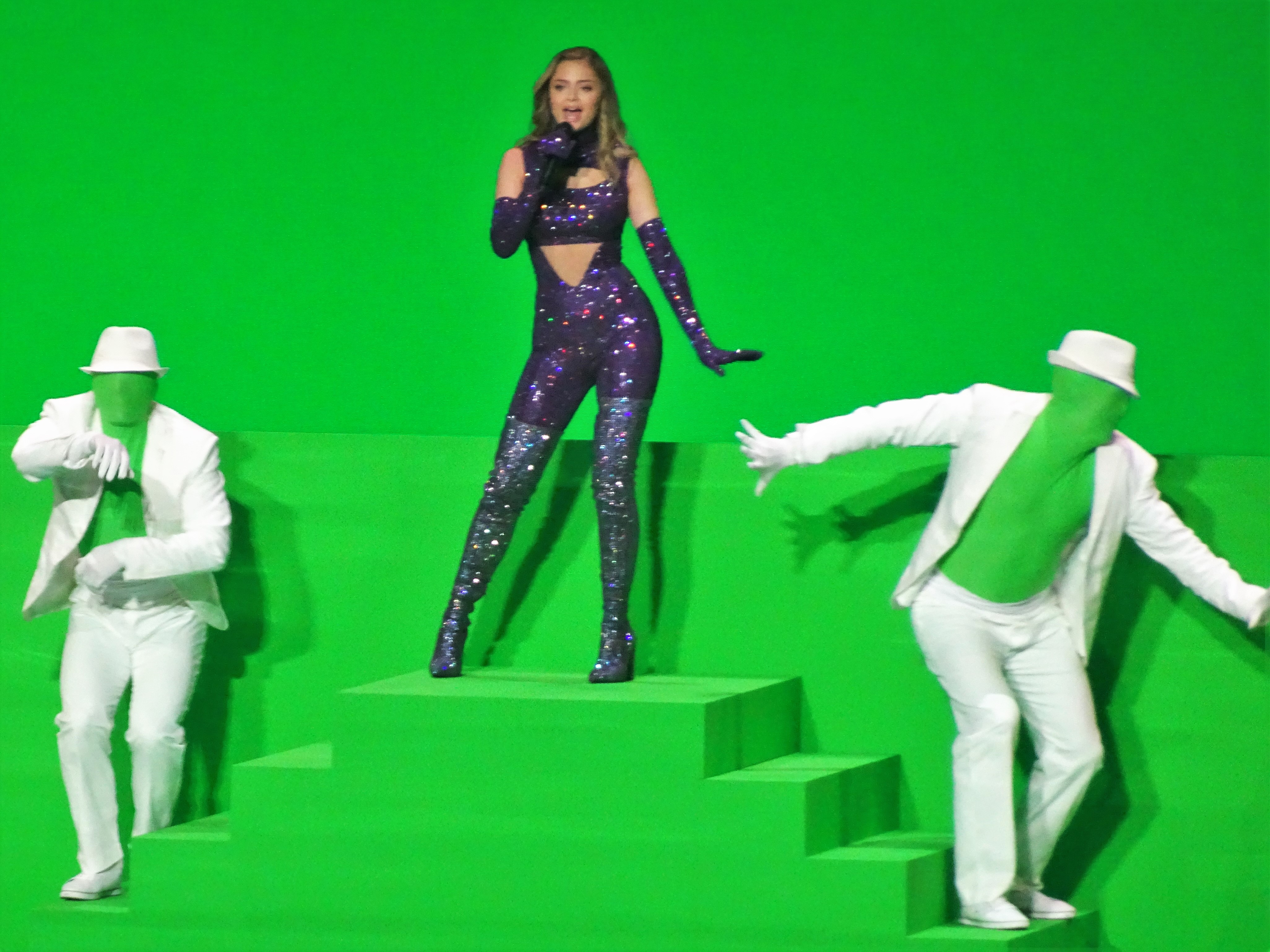
Tijdens haar optreden op het Eurovisie Songfestival werd gebruik gemaakt van greenscreen techniek.

Op 3 februari 2020 maakte de Griekse openbare omroep ERT bekend haar te hebben geselecteerd om Griekenland te vertegenwoordigen op het Eurovisiesongfestival 2020 in Rotterdam met het nummer SUPERG!RL. Het festival werd echter afgelast door de Coronapandemie. De ERT besloot om Stefania wederom te selecteren voor deelname aan het Eurovisiesongfestival 2021. Met het nummer Last Dance raakte ze in de finale en eindigde er met 170 punten op de tiende plaats.

### Na het songfestival
In 2025 is Liberakakis een van de deelnemers aan het 25e seizoen van het RTL 4-programma Expeditie Robinson.

## Discografie

### Singles
- 2018 – Stupid Reasons (single)
- 2019 – Wonder (single)
- 2019 – I'm Sorry (Whoops!) (single)
- 2019 – Turn Around (single)
- 2020 – SUPERG!RL (single)
- 2020 – Friday (single)
- 2020 – Swipe (single) met Rein van Duivenboden
- 2021 – Last Dance (single)
- 2021 – Voor een ander (single) met Tommie Christiaan
- 2021 – Mucho Calor (single)
- 2021 – Words
- 2022 – Wait No More
- 2022 – You Lost Me
- 2022 – Run Together
- 2022 – Αν κάπου κάπου μ'αγαπάς (Griekse versie van You Lost Me)
- 2022 – My My My
- 2022 – Yalla Baby
- 2022 – Πιάνο Φωτιά (cover van MPLE)
- 2023 – B.E.D.A.N.K.T.
- 2025 – Bliksem

### Albums
- Eurovision: A Tribute to the Artists and Songs 2020 (2020) - compilatie
- Eurovision Song Contest Rotterdam 2021 (2021) - compilatie

## Filmografie

### Televisie
| Jaar                 | Titel                               | Omroep/Zender              | Rol           | Extra informatie                                          |
| -------------------- | ----------------------------------- | -------------------------- | ------------- | --------------------------------------------------------- |
| 2014                 | The Voice Kids                      | RTL 4                      | Kandidate     |                                                           |
| 2014-2015, 2019      | Kinderen voor Kinderen              | BNNVARA                    | Zangeres      |                                                           |
| 2016                 | Junior Songfestival                 | AVROTROS / NPO Zapp        | Zangeres      | Onderdeel groep Kisses                                    |
| 2018                 | Brugklas                            | AVROTROS                   | Actrice       | Als zichzelf                                              |
| 2019-2020, 2022-2023 | VIPS TV: reportages                 |                            | Zichzelf      |                                                           |
| 2019-2020            | Brugklas                            | AVROTROS                   | Actrice       | Als Fenna                                                 |
| 2020, 2023           | Jinek                               | RTL 4                      | Zichzelf      |                                                           |
| 2021                 | De vooravond                        | NPO 1                      | Zichzelf      |                                                           |
| 2021                 | To kalytero mas Pasha               |                            | Zichzelf      |                                                           |
| 2021                 | Eurovisiesongfestival 2021          | AVROTROS i.s.m. NPO en NOS | Kandidate     | Deelneemster voor Griekenland                             |
| 2021                 | MAD VMA Video Music Awards 2021     | MAD TV                     | Zichzelf      | Zangeres openingsact met Ilenia Williams en Konnie Metaxa |
| 2021-2024            | Kids Top 20                         | AVROTROS                   | Presentatrice | Presentatrice                                             |
| 2021-2022            | De Faker                            | AVROTROS                   | Presentatrice |                                                           |
| 2021                 | Gouden Televizier-Ring Gala         | AVROTROS                   | Zichzelf      | Zangeres, openingsact met Emma Heesters en Karsu Dönmez   |
| 2022                 | Amanda, sto dromo gia ti Eurovision |                            | Zichzelf      |                                                           |
| 2022                 | Mad Video Music Awards 2022         | MAD TV                     | Zichzelf      |                                                           |
| 2022                 | Humberto                            | RTL 4                      | Zichzelf      |                                                           |
| 2022                 | Onmogelijke duetten                 | SBS6                       | Zichzelf      | Deelneemster                                              |
| 2022                 | Voor het blok                       | AVROTROS                   | Zichzelf      | Deelneemster samen met Niels Schlimback                   |
| 2022                 | Junior Songfestival                 | AVROTROS / NPO Zapp        | Presentatrice |                                                           |
| 2022                 | Het Grote Songfestivalfeest         |                            | Zichzelf      |                                                           |
| 2023                 | Humberto Op Zaterdag                | RTL 4                      | Zichzelf      |                                                           |
| 2023                 | BEAU                                | RTL 4                      | Zichzelf      |                                                           |
| 2023                 | Proino mas                          | SKAI                       | Zichzelf      |                                                           |
| 2023                 | MAD Video Music Awards 2023         | MAD TV                     | Zichzelf      |                                                           |
| 2023                 | Waku Waku                           | KRO-NCRV                   | Zichzelf      | Deelneemster                                              |
| 2023                 | Secret Duets                        | RTL 4                      | Zichzelf      | Deelneemster, zingt met Buddy Vedder                      |
| 2023                 | Regio Songfestival 2023             | Regionale omroepen         | Presentatrice |                                                           |
| 2024                 | Say Whut!?                          | AVROTROS                   | Zichzelf      | Deelneemster, samen met Jandino Asporaat                  |
| 2024                 | Pokerface                           | BNNVARA                    | Zichzelf      | Deelneemster, samen met Niek Roozen                       |
| 2025                 | De Kluis: Het Masterplan            | Videoland                  | Zichzelf      | Deelneemster                                              |
| 2025                 | That's My Jam                       | Omroep ZWART               | Zichzelf      | Deelneemster, samen met John Williams                     |

### Film
| Jaar | Titel                                                | Rol                     | Opmerkingen |
| ---- | ---------------------------------------------------- | ----------------------- | ----------- |
| 2019 | Brugklas: de tijd van m'n leven                      | Fenna                   |             |
| 2019 | Wonder Park                                          | June                    | stemrol     |
| 2019 | 100% Coco New York                                   | Lilly                   |             |
| 2019 | De club van lelijke kinderen                         | Zangeres propagandalied |             |
| 2019 | Trouble                                              | Zoe Bell                | stemrol     |
| 2020 | Dolittle                                             | Lady Rose               | stemrol     |
| 2021 | The Addams Family op Avontuur                        | Orphelia Strange        | stemrol     |
| 2022 | Misfit The Switch                                    | Noah                    |             |
| 2023 | Mummies                                              | Nefer                   | stemrol     |
| 2023 | Mavka                                                | Mavka                   | stemrol     |
| 2023 | De Grote Sinterklaasfilm en de strijd om pakjesavond | Sofie Zwetser           |             |